# Escalada (Buenos Aires)
Escalada es una localidad del partido de Zárate, en la provincia de Buenos Aires, Argentina.

## Población
Cuenta con 213 habitantes (Indec, 2010), lo que representa un incremento del 23% frente a los 173 habitantes (Indec, 2001) del censo anterior.
| Gráfica de evolución demográfica de Escalada entre 1991 y 2010 |
|                                                                |
| Fuente: Censos nacionales del INDEC                            |

## Historia
El pueblo de Escalada tuvo su origen a partir de la inauguración de la estación del antiguo tranvía rural. En 1888, se inauguró el tramo que unía Buenos Aires con Pilar y en julio del mismo año, el ramal se extendió desde Pilar hasta Zárate; quedando inauguradas el 1 de septiembre tres estaciones o postas intermedias, entre ellas la de Escalada.
En sus comienzos el paraje era conocido como Pesquería, pero ya a partir de 1890, toma su actual nombre, que proviene de la familia Escalada, antigua propietaria de las fracciones de tierra que adquirió Don Lacroze, donde años más tarde funcionaría la estación ferroviaria.

## Lugares para conocer
Antigua Panadería Tuculet y Almacén de Portela: La antigua panadería de la Familia Tuculet, es uno de los sitios más significativos de Escalada. Atendida durante más de 40 años por el Sr. Valentín, en los hornos a leña que aún se conservan en el edificio, se cocinaba el pan para los vecinos. El conjunto edilicio conformado por la Panadería y el Almacén de Portela, posee más de 150 años, según el testimonio de uno de los antiguos dueños. La panadería, hoy independiente del Almacén, no se encuentra en funcionamiento, no así el local comercial contiguo al edificio.
Almacén de Rolo: Este almacén de ramos generales, es una de las pocas pulperías de la provincia de Buenos Aires que se conserva en la actualidad. Posee más de 140 años y también integra el casco histórico del pueblo de Escalada, emplazado próximo a la estación de tren. Antiguamente era dispensario de bebidas y mercaderías como vino, aceite, grasa, yerba, azúcar, velas de sebo, caña, y cigarros; funcionando durante algún tiempo cuando Rolo era el propietario como barbería. Algunas mesas dispuestas en el salón, un mostrador de madera, una salamandra que todavía calienta, una cancha de bochas y un palenque por fuera, son cómplices perfectos para tomar una grapa, aperitivo o vino con soda o bien conversar con los paisanos de la zona en esta pulpería de chapa y madera pintada.

## Paraje
De Escalada depende el Paraje Ortiz.